# A Nod and a Wink
A Nod and a Wink – ostatni, jak dotąd, album brytyjskiej grupy Camel, wydany w 2002 roku. 
Jest dedykowany Peterowi Bardensowi, byłemu klawiszowcowi grupy, zmarłemu w roku wydania albumu.

## Lista utworów
1. "A Nod and a Wink" (11.16) – Hoover, Latimer, LeBlanc
2. "Simple Pleasures" (5.31) – Hoover, Latimer
3. "A Boy's Life" (7.20) – Hoover, Latimer
4. "Fox Hill" (9.19) – Hoover, Latimer
5. "The Miller's Tale" (3.34) – Hoover, Latimer
6. "Squigely Fair" (8.02) – Latimer
7. "For Today" (10.40) – Hoover, Latimer, LeBlanc
8. "After All These Years" (5.46) – utwór bonusowy (instrumentalny) w wydaniu japońskim[2]

## Muzycy
Opracowano na podstawie materiału źródłowego.
- Andrew Latimer – gitara, flet, instrumenty klawiszowe, śpiew
- Colin Bass – gitara basowa, chórki
- Guy Le Blanc – instrumenty klawiszowe, chórki
- Denis Clement – perkusja
- Terry Carelton – perkusja (na 2 i 6 utworze), perkusja i chórki (utwór 7)
- JR Johnston – chórki (utwór 7)